# بنجامين هكتور
بنجامين هكتور (5 أغسطس 1979 - ) (بالإنجليزية: Benjamin Hector)‏ هو لاعب كريكت جنوب أفريقي. لعب مع Northern Cape (cricket team) ‏.

## وصلات خارجية
- بنجامين هكتور على موقع إي آس بي آن كريك إنفو (الإنجليزية)